# Клаус Фукс
Клаус Фукс, пълно име Емил Юлиус Клаус Фукс (на немски: Emil Julius Klaus Fuchs) е германски физик, който е обвинен в доставянето на информация относно английските и американските разработки за създаване на атомна бомба на Съветския съюз.
Фукс е член на Комунистическата партия на Германия и при идването на нацистите на власт през 1933 г. успява да избяга в Англия. През 1937 г. защитава докторат по физика в Бристолския университет и е поканен да продължи с научните си занимания в Единбург.
Когато избухва Втората световна война, като германски гражданин, Фукс е интерниран в лагери на остров Ман и в Квебек, Канада. Професор Макс Борн от Единбургския университет се застъпва за него и в началото на 1941 г. Клаус Фукс се завръща в Единбург, където е привлечен от Рудолф Пайерлс към британската програма за създаване на ядрено оръжие. През 1942 г. получава британско поданство.
В края на 1943 г. Фукс е прехвърлен в Колумбийския университет в Ню Йорк, където започва работа по Проекта Манхатън.
През 1945 г. с посредничеството на Хари Голд предава подробна информация за проекта на руснаците. През 1947 г. дава сведения за разработката на водородната бомба.
През 1948 г. е установено изтичането на информация по проектите и през 1949 г. (след като съветските кодове са дешифрирани), Фукс е задържан от служители на разузнаването в Англия. Разпитан е и е обвинен в шпионаж. През януари 1950 г. Фукс прави самопризнания, съден е на 1 март 1950 г. и на следващия ден получава присъда 14 години затвор (максималната присъда за издаване на военни тайни на приятелска нация). На 7 март 1950 г. СССР прави официално изявление, в което отрича, че Клаус Фукс е бил съветски шпионин.
Показанията на Фукс пред британските и американските служби довеждат до процесите срещу Дейвид Грийнглас и Етел и Юлиус Розенберг в САЩ.
На 23 юни 1959 г. Клаус Фукс е освободен от затвора и му е разрешено да емигрира в Дрезден, Източна Германия, където възобновява научната си дейност. Става член на Германската национална академия на науките Леополдина и на централния комитет на Германската единна социалистическа партия. Умира на 28 януари 1988 г. в Източен Берлин.